# Раевский сельсовет (Альшеевский район)
Раевский сельсовет — административно-территориальная единица и муниципальное образование в Альшеевском районе Республики Башкортостан Российской Федерации.
Законом «О границах, статусе и административных центрах муниципальных образований в Республике Башкортостан» муниципальное образование наделено статусом сельского поселения.

Административный центр — село Раевский.

## История
Статус и границы сельского поселения установлены Законом Республики Башкортостан от 17 декабря 2004 года № 126-з «О границах, статусе и административных центрах муниципальных образований в Республике Башкортостан»
Закон Республики Башкортостан «Об изменениях в административно-территориальном устройстве Республики Башкортостан, изменениях границ и преобразованиях муниципальных образований в Республике Башкортостан», ст. 2 «Изменения границ и преобразования муниципальных образований в Республике Башкортостан», п.2 гласит:

Статья 2.
2. Изменить наименования следующих муниципальных образований:
2) по Альшеевскому району:
а) «Аксеновский поссовет» на «Аксёновский сельсовет»;
б) «Раевский поссовет» на «Раевский сельсовет»;
в) «Шафрановский поссовет» на «Шафрановский сельсовет»;

## Население
| 2002    | 2009    | 2010    | 2012    | 2013    | 2014    | 2015    |
| ------- | ------- | ------- | ------- | ------- | ------- | ------- |
| 20 036  | ↗20 330 | ↘19 557 | ↗20 041 | ↘20 014 | ↘19 874 | ↘19 588 |
| 2016    | 2017    | 2018    | 2019    | 2020    |         |         |
| ↘19 517 | ↘19 384 | ↘19 294 | ↘19 058 | ↘18 976 |         |         |

## Состав сельского поселения
| № | Населённый пункт | Тип населённого пункта       | Население |
| - | ---------------- | ---------------------------- | --------- |
| 1 | Раевский         | село, административный центр | ↘18 698   |

1505 км —  населённый пункт Раевского поссовета, упразднённый в 1981 году, согласно Указу Президиума ВС Башкирской АССР от 14.09.1981 N 6-2/327 «Об исключении некоторых населенных пунктов из учетных данных по административно-территориальному делению Башкирской АССР».